# Vanuatuische Fußballnationalmannschaft (U-23-Männer)
Die vanuatuische U-23-Fußballnationalmannschaft ist eine Auswahlmannschaft vanuatuische Fußballspieler, die der Vanuatu Football Federation unterliegt. Sie repräsentiert den Verband bei internationalen Freundschaftsspielen wie auch bei der Ozeanien-Qualifikation für die Olympischen Sommerspiele.

## Geschichte
Erstmals nahm die Mannschaft an dem Qualifikationsturnier im Jahr 1996 teil. Hier gelangen in acht Spielen nur vier Punkte, was lediglich für den fünften und damit letzten Platz reichte. Auch bei dem Turnier im Jahr 1999 reichte es nur für einen letzten Platz in der Gruppenphasen, diesmal ohne einen einzigen erkämpften Punkt. Besser lief es dabei beim Turnier im Jahr 2004, wo es diesmal mit neun Punkten über den zweiten Platz in die Playoffs ging. Dort schied man am Ende dann aber aus und nahm am Ende den dritten Platz ein.
Dieser Erfolg konnte dann aber erst einmal nicht wiederholt werden, sondern man sammelte beim Turnier im Jahr 2008 nur drei Punkte ein, was so nur für den Vorletzten Platz reichte. Wieder einmal ein zweiter Platz in der Gruppe gelang dann beim Qualifikationsturnier im Jahr 2012, hier traf man dann im Halbfinale auf Neuseeland, gegen welche man jedoch mit 2:3 unterlag. Im Spiel um Platz drei kann man sich dann jedoch noch mit einem 1:0-Sieg über Papua-Neuguinea behaupten.
Das Turnier für die Spiele 2016 war dann Teil des Fußballturniers der Pazifikspiele 2015. Hier landete die Mannschaft mit vier Punkten auf dem Vorletzten Platz. was nicht mehr für die nächste Phase beim Turnier der Pazifikspiele reichte, jedoch für das Weiterkommen in der Olympia-Qualifikation. Im Halbfinale traf man dann auf Neuseeland, gegen welche das Team dann auch den kürzeren Zug.  Dieser Niederlage wurde aber schlussendlich am Finaltag als ein 3:0-Sieg für Vanuatu gewertet, weil Neuseeland in seinem Spiel Deklan Wynne eingesetzt hatte, welcher aufgrund seiner Herkunft gar nicht spielberechtigt gewesen war. So traf die Mannschaft im Finale schließlich auf die Mannschaft von Fidschi. Nachdem es lange 0:0 stand, musste am Ende ein Elfmeterschießen den Sieger der Partie ermitteln. Dieses verlor Vanuatu dann jedoch und verpasste so die Qualifikation für die Olympischen Sommerspiele 2016 denkbar knapp.
Beim wiederum darauffolgenden Turnier im Jahr 2019, ging die Mannschaft als Gruppensieger aus der ersten Phase heraus. Im Halbfinale sind dann die Salomonen ein zu großer Gegner und man verliert diese Partie mit einer 0:1-Niederlage. Im Spiel um Platz drei gelingt dann aber noch ein 1:0-Sieg über Fidschi.

## Ergebnisse bei Turnieren
| Jahr | Platzierung        |
| ---- | ------------------ |
| 1991 | nicht teilgenommen |
| 1996 | 5. Platz           |
| 1999 | Gruppenphase       |
| 2004 | 3. Platz           |
| 2008 | 5. Platz           |
| 2012 | 3. Platz           |
| 2015 | 2. Platz           |
| 2019 | 3. Platz           |

| Jahr | Platzierung  |
| ---- | ------------ |
| 2015 | Gruppenphase |